# مقاطعة (حوسبة)

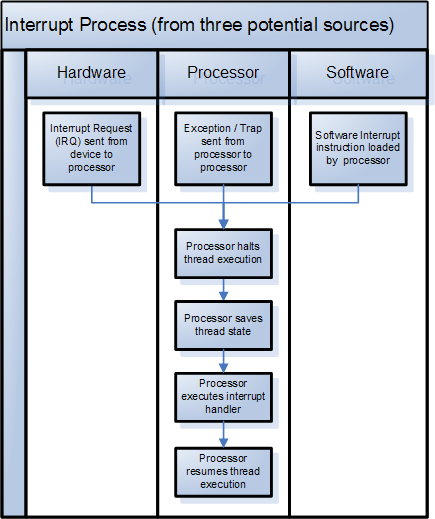

المقاطعة (بالإنجليزية: Interrupt) هي إشارة إلى المعالج أو أمر في مجال البرمجيات يشير عادة إلى حدث يحتاج إلى عناية فورية ويعني وقفًا مؤقتًا لتنفيذ برنامج معين من أجل تنفيذ عملية أخرى قد يكون لها أولوية أكبر أو أي سبب آخر وتشمل المقاطعة تخزين مؤقت لبيانات البرنامج الموقوف لاسترجاعها عند انتهاء المقاطعة.
هناك أنواع مختلفة من الأحداث التي قد تسبب المقاطعة - أمثلة: التقسيم على صفر، الدخول الخاطئ إلى الذاكرة وطلبات الحصول على خدمات نظام التشغيل.
يوجد لكل مقاطعة خدمة مقاطعة مسؤولة عن معالجتها. عندما يتلقى المعالج المقاطعة، يقوم بوقف عمله وفوراً ينتقل إلى العمل في مكان ثابت. هذا المكان في معظم الحالات يحتوي على عناوين بداية رتيب الخدمة (بالإنجليزية: service routine)، ثم يبدأ روتين خدمة المقاطعة عمله، وفي النهاية يعود المعالج للعملية التي توقفت.
يوجد نوعين من المقاطعة :
- المقاطعة على مستوى العتاد : هو إشارة إلكترونية تنبيهيه ترسل إلى المعالج من جهاز خارجي. ويمكن تقسيم مقاطعات الأجهزة إلى نوعين :
  - المقاطعات الحساسسة للحافة - مقاطعات اللواتي يرسلن اشاره اياً كانت لتحديد طلب المقاطعة.
  - المقاطعات الحساسة للمستوى مقاطعات اللواتي يغيرن وضع تدفق الكهرباء بقناة البيانات بصوره دائمه حتى معالجة المقاطعة.الجهاز المهتم في المقاطعة يغير وضع الخط حتى تلقي رساله مواففه من المعالج للقيام بمعالجة المقاطعة.
- المقاطعة البرمجية : هو عادة ما يكون أمرًا يسمى استدعاء النظام، ضمن مجموعة التعليمات، عند تنفيذه ينقل المعالج أيضًا لتنفيذ روتين المقاطعة.

## فوائد المقاطعة
جعل المعالج يقوم بتنفيذ أكثر من وظيفة في نفس الوقت -حيث يقوم بتنفيذ جزء من وظيفة ثم يتركها ليذهب لتنفيذ وظيفة أخرى في حالة حدوث مقاطعة وهكذا- من أجل الحصول على سرعة أعلى.